# Claire-Élisabeth Beaufort
Pour les articles homonymes, voir Beaufort.
Claire-Élisabeth Beaufort, née en 1976, est une journaliste et présentatrice française de télévision.

## Biographie

### Formation et études
De formation littéraire et classique, elle obtient une licence de lettres modernes à la Sorbonne puis sort diplômée du CFPJ. Elle commence sa carrière en 1997, comme reporter sur la chaîne locale « Yvelines Première » dans laquelle elle fait ses armes et prend goût au métier de journaliste.

### Carrière
En 1999, elle est recrutée dès le lancement de la chaîne d'information i-Télé où elle va présenter au fil des années, la plupart des tranches horaires et éditions : matinales, après-midi, week-end, nuit. En parallèle, Claire-Élisabeth Beaufort présente régulièrement certaines éditions d'information sur la chaîne Canal+, notamment en remplacement de Stéphanie Renouvin ou Florence Dauchez, tant lors des « Matinales », les rendez-vous de la mi-journée, que durant l'émission Le Grand Journal. 
En août 2006, elle présente conjointement avec Thomas Hugues venu de TF1, 1 h 30 chrono sur i>Télé, du lundi au vendredi de 18 h à 19 h 30. 
En septembre 2008, elle assure la présentation aux côtés de Thierry Dugeon, de la tranche 22 h 30 - 0 h[réf. nécessaire]. En janvier 2009, l'édition du soir qu'elle coprésente gagne une demi-heure en débutant à 22 h, au lieu de 22 h 30. 
En octobre 2009, Claire-Élisabeth Beaufort rejoint la chaîne féminine June TV pour présenter « 7 Jours avec Elles », une émission hebdomadaire en plateau consacrée à l’actualité à travers un point de vue féminin.
À partir de septembre 2011, Claire-Élisabeth Beaufort, Nelly Daynac et Florent Peiffer présentent en alternance « L'Édition permanente » en journée.
Depuis la rentrée de septembre 2012, elle présente « L'Édition Permanente de la semaine » de 9 h à 15 h sur la chaîne i>Télé, aux côtés de Mikaël Guedj.
Elle présente actuellement les journaux de la Newsroom Week-End sur i>Télé de 11h à 13h et de 14h à 15h le samedi et le dimanche.
À partir de septembre 2016, elle présente seule les journaux de I-Télé de 10h à 18h le week-end .
Lors du passage d'I-Télé à CNews en février 2017, elle est amenée à présenter la tranche 15/18 de La Newsroom quand l'actualité le permet.
De septembre 2017 à juin 2019, elle présente Le Carrefour de l’info à des horaires variables, selon les années, en duo ou en solo,,. 
À la rentrée 2019, elle présente les journaux dans la nouvelle tranche Midi News, présenté par Sonia Mabrouk
Les domaines journalistiques qu'elle préfère traiter concernent les faits de société, la culture et l'international.
En août 2021, Claire-Élisabeth Beaufort vient renforcer l'équipe de la chaîne info LCI, et présente quelques tranches d'information, comme LCI Midi ou encore le Brunch de l'Info.
En octobre 2022, elle rejoint le branche française de Coldwell Banker, en tant que directrice de la communication.
Fin 2023, elle retrouve le monde du journalisme en rejoignant France Télévisions, où elle devient rédactrice en chef, notamment pour l’émission 20 h 30 le dimanche. Elle assure également la présentation des tranches infos de Franceinfo pendant les vacances des titulaires.
À partir du 6 juin 2025, elle présente sur Franceinfo chaque vendredi le 11h/13h et chaque samedi et dimanche le 10h/13h, en remplacement de Camille Grenu.